# Susanne Müller
Susanne Müller, född 12 maj 1972 i Hanau i Tyskland, är en tysk landhockeyspelare.
Hon tog OS-silver i damernas landhockeyturnering i samband med de olympiska landhockeytävlingarna 1992 i Barcelona.